# Caballo garrano

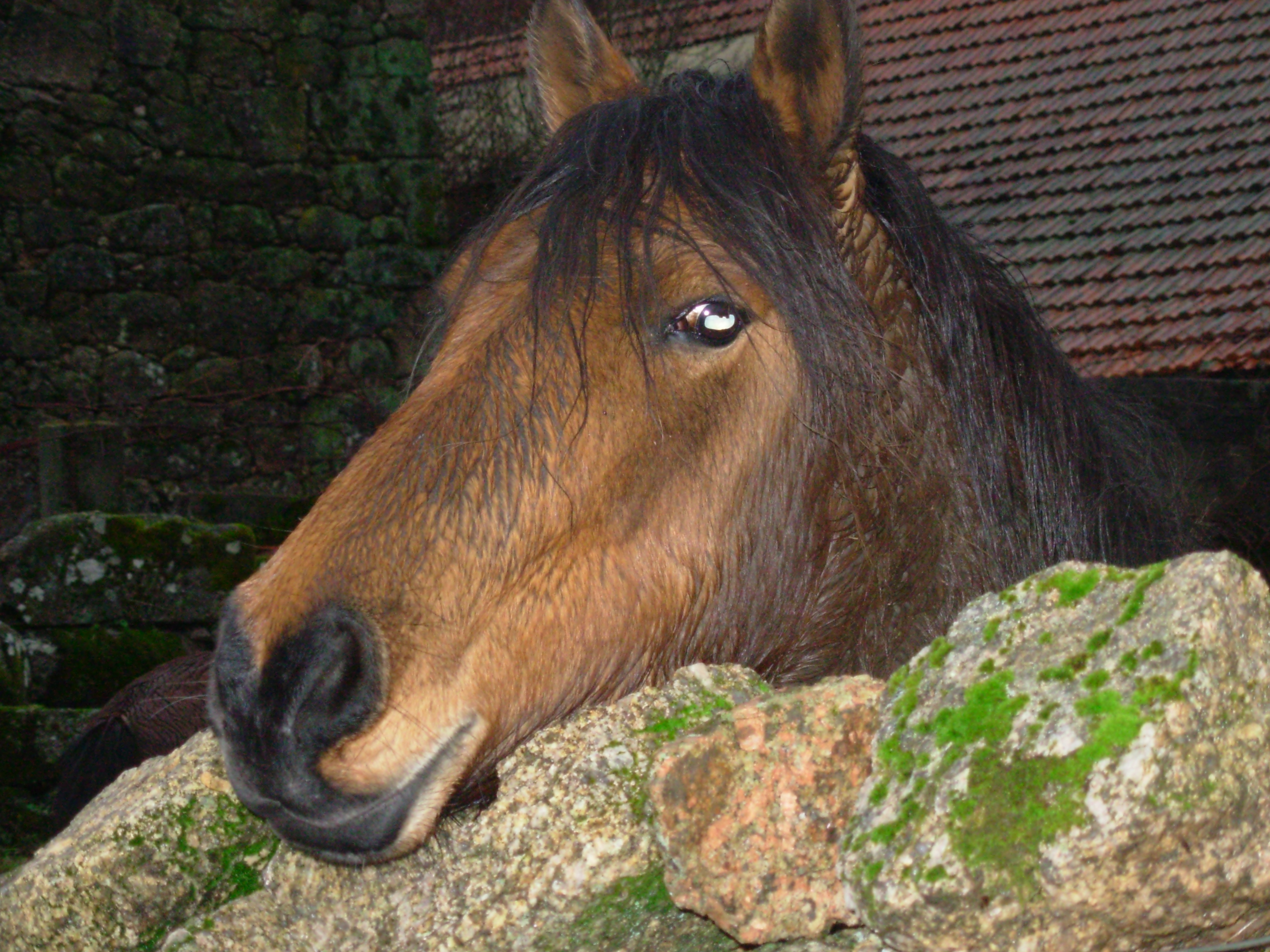
Garrano: detalle de la cabeza.

El caballo garrano es un raza de caballos pequeña de origen ibérico, autóctona de las montañas del norte de la península ibérica, de color castaño, largas y abundantes crines, con orejas y extremidades pequeñas pero muy resistentes, con una alzada entre 120 y 145 cm y entre 300 y 380 kg de peso, lo que lo hace idóneo para tareas agrícolas y de carga. Actualmente se encuentran en las montañas del norte de Portugal y del sur de Galicia como en la Serra da Groba en Baiona y en parque natural Baixa Limia-Serra do Xurés, en estado semisalvaje. También conocido como “poni portugués”.